# Oligodon pulcherrimus
Espèce
Synonymes
- Oligodon annulifer bipartita Despax, 1912
- Oligodon durheimi Baumann, 1913

Statut de conservation UICN

 VU B1ab(iii) : Vulnérable
Oligodon pulcherrimus est une espèce de serpent de la famille des Colubridae.

## Répartition
Cette espèce est endémique de Sumatra en Indonésie.

## Description
L'holotype de Oligodon pulcherrimus mesure 307 mm dont 42 mm pour la queue.

## Publication originale
- Werner, 1909 : Über neue oder seltene Reptilien des Naturhistorischen Museums in Hamburg. Jahrbuch der hamburgischen Wissenschaftlichen Anstalten, vol. 26, p. 205-247 (texte intégral).